# George Hackenschmidt
Georg Karl Julius Hackenschmidt (ur. 20 lipca 1878 w Dorpacie, zm. 19 lutego 1968 w Londynie) – zapaśnik, strongman i wrestler pochodzenia estońskiego i niemiecko-bałtyckiego, pierwszy posiadacz oryginalnego mistrzostwa świata w wrestlingu.

## Życiorys
Urodził się w Dorpacie w Guberni inflanckiej w Imperium Rosyjskim jako Georg Karl Julius Hackenschmidt. Od najmłodszych lat pracował nad swoją kondycją fizyczną, trenując kolarstwo, gimnastykę, bieganie, pływanie i skoki. Po ukończeniu szkoły został pomocnikiem kowala i członkiem miejskiego klubu atletycznego i kolarskiego.
Zdobył brązowy medal na Mistrzostwach Świata w Podnoszeniu Ciężarów w 1898, złoty medal na Mistrzostwach Europy w Zapasach w 1898 i złoty medal na Mistrzostwach Rosji w Zapasach w 1898.

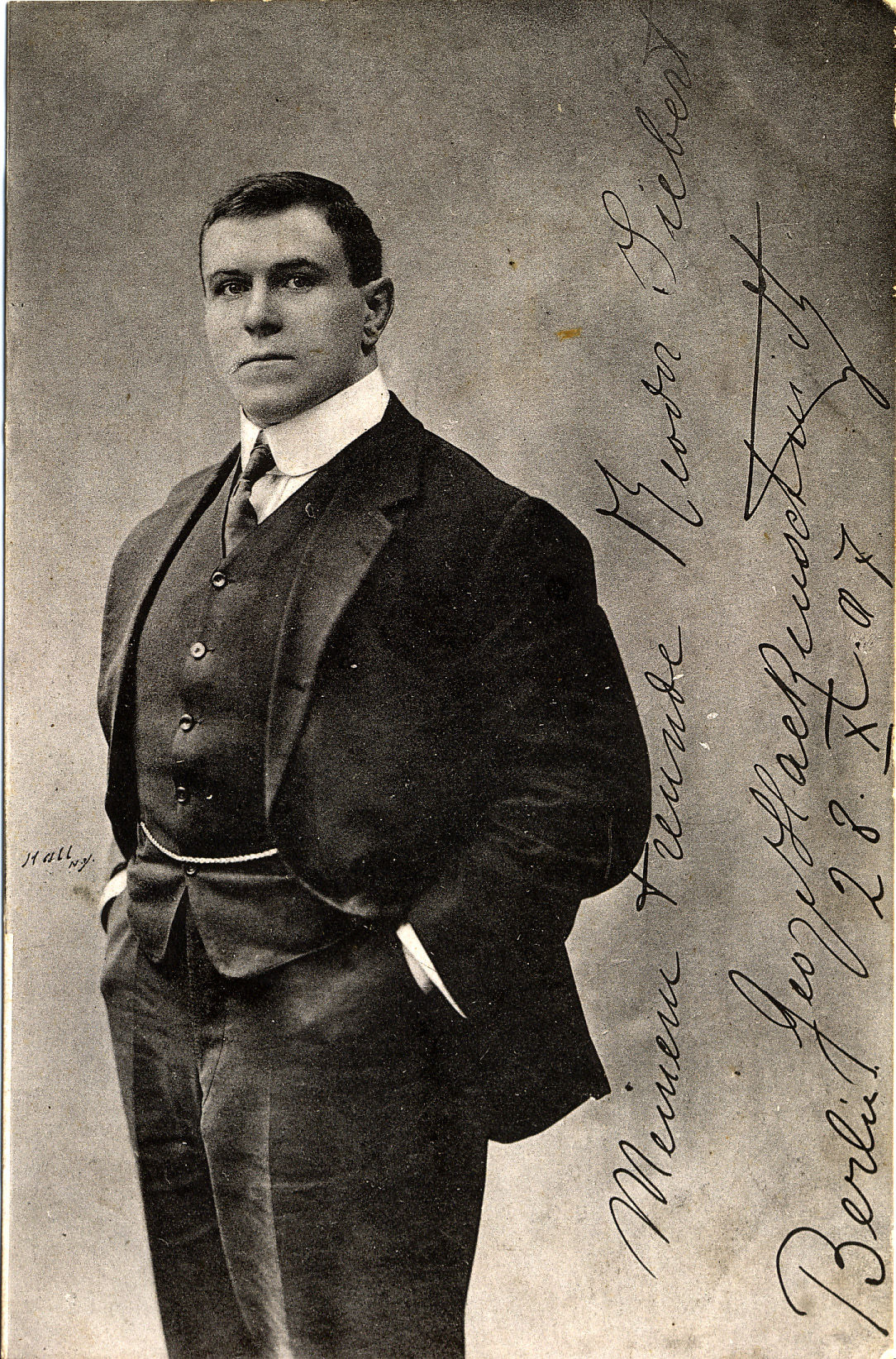
Zdjęcie z autografem Georga Hackenschmidta

W latach 90. XIX wieku rozpoczął karierę wrestlerską, występując jako George Hackenschmidt. Szybko stał się rozpoznawalny. Prezydent Stanów Zjednoczonych Theodore Roosevelt powiedział Gdybym nie był prezydentem, chciałbym być jak George Hackenschmidt. Często nazywano go The Russian Lion (pol. Rosyjski Lew), a charakterystycznym dla niego finisherem był Bearhug. Popularności dodawał mu kontakt z widownią, dla której przed walką urządzał w ringu pokaz siły i kulturystyki.
W 1900 wziął udział w 40-dniowym turnieju zapaśniczym w Rosji, w czasie którego zdobył mistrzostwa Moskwy i St. Petersburga. W listopadzie 1901 w Wiedniu w Austrii zdobył europejskie mistrzostwo wagi ciężkiej w wrestlingu, pokonując Ahmeda Madrali. We wrześniu 1902 pokonał Toma Cannona w walce o European Greco-Roman Heavyweight Championship. Posiadał te mistrzostwa przez trzy lata, a 4 maja 1905 w Nowym Jorku pokonał mistrza American Catch-as-Catch-can Toma Jenkinsa, czyli mistrza Stanów Zjednoczonych w wolnoamerykance. Po tej wygranej nie przejął mistrzostwa swojego przeciwnika, ale zunifikował posiadane już przez siebie pasy, tworząc oryginalne mistrzostwo światowe World Heavyweight Wrestling Championship. Professional Wrestling Hall of Fame and Museum uważa, że Hackenschmidt ustanowił standardy dla przyszłych fighting championów.
Hackenschmidt posiadał mistrzostwo World Heavyweight Wrestling nieprzerwanie przez trzy lata. W 1908 rywalizował o nie z ówczesnym mistrzem American Heavyweight Frankiem Gotchem. Ich walka w pawilonie Dexter Park w Chicago z 3 kwietnia 1908 została okrzyknięta walką stulecia. Przyciągnęła na trybuny około 30 tysięcy fanów, a zyski z niej wynosiły około 87 tysięcy dolarów amerykańskich. Wcześniej tego dnia Gotch zwakował swój pas American Heavyweight Championship, ponieważ nie mógł walczyć o mistrzostwo świata, posiadając w tym czasie mistrzostwo Ameryki. Wielu dziennikarzy sportowych typowało Hackenschmidta na zwycięzcę, jednak po dwóch godzinach pojedynku, gdy Gotch był gotowy przypiąć przeciwnika, Hackenschmidt wycofał się i przegrał walkowerem. Gotch został nowym mistrzem świata. Później przegrany oskarżał mistrza o posmarowanie ciała śliskim olejem i używanie nielegalnych ruchów, takich jak uderzenia głową i ciosy zaciśniętymi pięściami. 4 września 1911 obaj zawodnicy mieli się zmierzyć ponownie na stadionie Comiskey Park w Chicago. Jednak przed walką wrestler Ad Santel miał na polecenie Gotcha uszkodzić Hackenschmidtowi kolano w czasie sparingu. Kontuzjowany Hackenschmidt prosił promotorów o odroczenie pojedynku z Gotchem, ale zamiast tego wypracowano kompromis – walka miała się odbyć w zaplanowanym dniu, ale na zasadach Two out of Three Falls match (w której zwycięstwo wymaga przypięcia przeciwnika dwa razy), a Gotch obiecał pozwolić się Hackenschmidtowi przypiąć, jeśli ten utrzyma swoją kontuzję w tajemnicy. Mistrz nie dotrzymał słowa i wygrał walkę 2 do 0 w 20 minut. Niedługo potem Hackenschmidt przeszedł na emeryturę.
Zmarł 19 lutego 1968 w Londynie, stolicy Anglii. Został pochowany na londyńskim Cmentarzu West Norwood.

## Mistrzostwa i osiągnięcia

### Wrestling
- World Wrestling Entertainment
  - WWE Hall of Fame (2016)[2]
- Professional Wrestling Hall of Fame and Museum
  - Wprowadzony w 2002
- Wrestling Observer Newsletter
  - Wrestling Observer Newsletter Hall of Fame[2]
- Inne mistrzostwa
  - European Greco-Roman Heavyweight Championship (1 raz)[10]
  - French Heavyweight Championship (1 raz)[11]
  - World Heavyweight Wrestling Championship (1 raz)

### Inne
- Podnoszenie ciężarów
  - Mistrzostwa Świata w 1898 –  Brązowy medal
- Zapasy
  - Mistrzostwa Europy w 1898 –  Złoty medal
  - Mistrzostwa Rosji w 1898 –  Złoty medal